# Rhamphomyia leucopterella
Rhamphomyia leucopterella är en tvåvingeart som beskrevs av Saigusa 1964. Rhamphomyia leucopterella ingår i släktet Rhamphomyia och familjen dansflugor. Inga underarter finns listade i Catalogue of Life.